# فابیان بارانسکی
فابیان بارانسکی (لهستانی: Fabian Barański؛ زادهٔ ۲۷ مهٔ ۱۹۹۹) قایقران روئینگ اهل لهستان است.
وی در مسابقات کشوری و بین‌المللی در مجموع برندهٔ ۳ مدال طلا، ۲ مدال نقره، ۳ مدال برنز شده است.